# Легостаевский сельсовет (Красноярский край)
Легоста́евский сельсовет — муниципальное образование (сельское поселение) в Новосёловском районе Красноярского края.
Административный центр — село Легостаево.

## География
Легостаевский сельсовет находится севернее районного центра. Удалённость административного центра сельсовета — села Легостаево от районного центра — села Новосёлово составляет 21 км.

## История
Легостаевский сельсовет наделён статусом сельского поселения в 2005 году.

## Население
| 2010 | 2012 | 2013 | 2014 | 2015 | 2016 | 2017 |
| ---- | ---- | ---- | ---- | ---- | ---- | ---- |
| 639  | ↘612 | ↘587 | ↘571 | ↗573 | ↗580 | ↘569 |

Гендерный состав
По данным переписи 2010 года в поселении проживали 291 мужчина и 348 женщин из 639 человек).

## Состав сельского поселения
В состав сельского поселения входят 3 населённых пункта:
| № | Населённый пункт | Тип населённого пункта       | Население |
| - | ---------------- | ---------------------------- | --------- |
| 1 | Легостаево       | село, административный центр | 438       |
| 2 | Старая           | деревня                      | 25        |
| 3 | Увалы            | деревня                      | 176       |